# Lucius Alfenus Senecio
Lucius Alfenus Senecio war ein römischer Politiker und Feldherr des 2. und 3. Jahrhunderts n. Chr., der von 205 bis 207/8 letzter Gouverneur des vereinten römischen Britannien war.
Senecio war Numidier und wurde vermutlich Mitte bis Ende des 2. Jahrhunderts in Cuicul im heutigen Algerien geboren. Er diente als procurator Augusti in Gallia Belgica. Eventuell war er auch Prokurator und später Statthalter von Mauretania Caesariensis. Hierbei könnte es sich jedoch um eine Verwechslung mit seinem Vater handeln. Nach mindestens einer Amtszeit als Konsul war er von 200 bis 205 Statthalter der Provinz Syria.
Ab 205 war er Statthalter der Provinz Britannia, wo er die Erneuerung des Hadrianswalls und zugehöriger Anlagen überwachte, welche in den Aufständen der Vorjahre Schaden genommen hatten. Revolten der Maiatai sowie Kaledonier erforderten zudem Expeditionen jenseits der römischen Grenzen. Dabei errang er augenscheinlich Siege und errichtete ein Denkmal in Benwell. Später wandte er sich hilfesuchend an Kaiser Septimius Severus, da die Britonen sich erhoben hatten und römische Güter plünderten und zerstörten. Der Erfolg des daraufhin folgenden Feldzugs im nördlichen Britannien 208 bis 211 beruhte wahrscheinlich maßgeblich auf Senecios Vorarbeit.